# Vanessa Marko
Vanessa Marko, född 12 november 1987, är en svensk DJ, retoriker och tidigare pressekreterare för Katrin Stjernfeldt Jammeh (S), kommunstyrelsens ordförande i Malmö.
Hon startade det feministiska musikkollektivet Femtastic år 2010, och var en av initiativtagarna till FATTA!-kampanjen för samtycke och mot sexuellt våld, tillsammans med Cleo, Syster sol och Ida Östensson.
Femtastic AB är fortfarande verksamt som byrå för strategisk kommunikation med inriktning på musik, retorik och politisk pr.
Vanessa är utbildad retorikkonsult från Södertörns högskola (2008-2010) där hon specialiserade sig på kvinnliga rappares retorik, och har en Master i retorik från Lunds universitet där hon specialiserat sig på canvassing och politiska dörrknackningar som mobiliseringsmetod, samt gjort utbytesstudier vid Köpenhamns universitet.
Mellan år 2016–2018 arbetade hon som marknad- och kommunikationsansvarig på Moriska Paviljongen i Malmö och var med och öppnade Moriskans trädgård tillsammans med Mikkeller.
Mellan år 2020-2024 arbetade hon som pressekreterare för Katrin Stjernfeldt Jammeh (S), kommunstyrelsens ordförande i Malmö. Hon var bland annat ansvarig för Jammehs Town Hall Turné under valrörelsen. Hon är särskilt specialiserad inom frågor som rör kultur, jämställdhet och antirasism/minoritetsfrågor. Marko är verksam som DJ under namnet DJ Neyney och har bland annat spelat på Big Slap Festival i Malmö.
Efter EU-valrörelsen 2024 fick Vanessa jobb som Press Officer i Europaparlamentet i Bryssel.

## Utmärkelser
- Årets Alumn - Södertörns högskola (2015)
- Årets Klubb - Klubb Femtastic (Kingsizegalan 2014)
- Årets Original - FATTA! (Kingsizegalan 2014)